# SN 2000bk
SN 2000bk – supernowa typu Ia odkryta 13 kwietnia 2000 roku w galaktyce NGC 4520. Jej maksymalna jasność wynosiła 16,98m.